# Fußball-Asienmeisterschaft 2011
Die 15. Fußball-Asienmeisterschaft wurde vom 7. bis zum 29. Januar 2011 in Katar ausgetragen. Der offizielle Name der Veranstaltung lautet AFC Asian Cup 2011™. Es traten sechzehn Nationalmannschaften zunächst in der Gruppenphase in vier Gruppen und danach im K.-o.-System gegeneinander an.
Japan gewann im Finale gegen Australien mit 1:0 nach Verlängerung und vertrat den asiatischen Kontinent beim FIFA-Konföderationen-Pokal 2013 in Brasilien.
Zudem sind neben Japan auch Australien und der Drittplatzierte Südkorea, der im Spiel um den dritten Platz Usbekistan mit 3:2 bezwang, für die Fußball-Asienmeisterschaft 2015 qualifiziert.
Zum besten Spieler des Turniers wurde der Japaner Keisuke Honda gewählt; Torschützenkönig wurde der Südkoreaner Koo Ja-cheol, der insgesamt 5 Tore erzielen konnte.

## Gastgeber
Die Asian Football Confederation (AFC) gab den Gastgeber für das Turnier am 28. Juli 2007 in Jakarta bekannt. Katar war der einzig verbliebene Bewerber, nachdem sich die anderen beiden Interessenten Indien und Iran zurückzogen. Katar trug zum zweiten Mal nach 1988 eine Fußball-Asienmeisterschaft aus.

## Spielstätten
Das Turnier wurde in insgesamt fünf Stadien ausgetragen. Vier der Stadien befinden sich in der Hauptstadt Doha, eines in ar-Rayyan.
- Das 1976 erbaute Khalifa International Stadium ist mit 40.000 Plätzen das größte Stadion der Endrunde. Neben den drei Vorrundenpartien des Gastgebers, darunter das Eröffnungsspiel gegen Usbekistan, fanden im Khalifa-Stadion auch je eine Viertel- und Halbfinalpartie sowie das Finale statt.
- Im Jassim-Bin-Hamad-Stadion finden bis zu 13.500 Zuschauer Platz. Das 1986 erbaute und 2004 komplett renovierte Stadion war Schauplatz dreier Vorrundenpartien, eines Viertelfinales sowie des Spiels um Platz 3.
- Das Al-Gharafa Stadium diente sechs Vorrunden-, einer Viertelfinal- und einer Halbfinalpartie als Austragungsort. In dem 1979 errichteten Stadion können bis zu 22.000 Zuschauer die Spiele verfolgen.
- Im Qatar SC Stadium wurden neben sechs Vorrundenpartien auch eine Viertelfinalpartie ausgetragen. Das 1961 erbaute und 2005 anlässlich der Asienspiele 2006 renovierte Stadion hat eine Kapazität von 12.500 Plätzen.
- Das Ahmed bin Ali Stadium ist der einzige Spielort außerhalb Dohas. Das 1967 errichtete Stadion war Schauplatz von sechs Vorrundenpartien, die von bis zu 22.000 Zuschauern verfolgt werden können.

## Tickets
Am 25. Juni 2010 begann der offizielle Ticketverkauf im Internet, es wurden insgesamt 550.000 Karten für die Spiele angeboten. Das Ticketdesign wurde ebenfalls an diesem Tag vorgestellt. Die Preise für die Eintrittskarten lagen zwischen 5 und 150 Katar-Riyal (ca. 1 bis 32 Euro). Die Karten wurden über die Seite tickets.afcasiancup.com verkauft.
Trotz der günstigen Preise blieben viele Plätze auf den Stadien leer, auch die Spiele des Gastgebers waren nicht ausverkauft.

## Teilnehmer

### Qualifikationsphase
Direkt für das Turnier qualifiziert war der Gastgeber, hinzu kamen die drei Bestplatzierten der Asienmeisterschaft 2007 sowie die Sieger des AFC Challenge Cup 2008 und 2010. Die restlichen zehn Teilnehmer wurden in der Qualifikation ermittelt.
Die 21 gemeldeten Mannschaften wurden gemäß ihren Resultaten bei der Qualifikation zur Asienmeisterschaft 2007 sowie deren Endrunde platziert. Die 19 höchstplatzierten Mannschaften zogen direkt in die zweite Runde ein, während die beiden letztplatzierten Teams in der ersten Runde um das Erreichen der Gruppenphase spielen mussten. In der zweiten Runde wurden die Mannschaften nun in fünf Gruppen mit jeweils vier Mannschaften eingeteilt und mussten in Heim- und Auswärtsspielen gegeneinander antreten. Die beiden Gruppenbesten qualifizierten sich für die Endrunde.
Die Qualifikation begann im April 2008 mit den Play-off-Spielen und endete am 3. März 2010.

### Auslosung der Endrunde
Die Auslosung der Gruppenphase fand am 23. April 2010 im Aspire Dome in Doha statt.
Für die Auslosung wurden die qualifizierten Mannschaften in vier Töpfe aufgeteilt. Zur Erstellung dieser dienten erneut die Ergebnisse der letzten Asienmeisterschaft. Im ersten Topf befanden sich die Mannschaft des Gastgebers, welche als Gruppenkopf der Gruppe A gesetzt. Titelverteidiger Irak sowie Saudi-Arabien und Südkorea ergänzten den ersten Lostopf. Die übrigen qualifizierten Mannschaften wurden gemäß ihren Ergebnissen 2007 auf die restlichen Töpfe verteilt.
- Lostopf 1: Katar, Irak, Saudi-Arabien, Südkorea
- Lostopf 2: Japan, Australien, Iran, Usbekistan
- Lostopf 3: China, VA Emirate, Bahrain, Jordanien
- Lostopf 4: Syrien, Kuwait, Indien, Nordkorea

Die Auslosung ergab folgende Gruppeneinteilung:
| Gruppe A   | Gruppe B      | Gruppe C   | Gruppe D   |
| ---------- | ------------- | ---------- | ---------- |
| Katar      | Saudi-Arabien | Südkorea   | Irak       |
| Usbekistan | Japan         | Australien | Iran       |
| China      | Jordanien     | Bahrain    | VA Emirate |
| Kuwait     | Syrien        | Indien     | Nordkorea  |

## Vorrunde

### Gruppe A
| Pl. | Land       | Sp. | S | U | N | Tore    | Diff. | Punkte |
| --- | ---------- | --- | - | - | - | ------- | ----- | ------ |
| 1.  | Usbekistan | 3   | 2 | 1 | 0 | 006:300 | +3    | 07     |
| 2.  | Katar      | 3   | 2 | 0 | 1 | 005:200 | +3    | 06     |
| 3.  | China      | 3   | 1 | 1 | 1 | 004:400 | ±0    | 04     |
| 4.  | Kuwait     | 3   | 0 | 0 | 3 | 001:700 | −6    | 0      |

|                                                                      |   |            |           |
| 7. Januar 2011 um 19:15 Uhr (Ortszeit) (17:15 Uhr MEZ) in Al-Khalifa |   |            |           |
| Katar                                                                | – | Usbekistan | 0:2 (0:0) |
| 8. Januar 2011 um 16:15 Uhr (14:15 Uhr) in Al-Gharrafa               |   |            |           |
| Kuwait                                                               | – | China      | 0:2 (0:0) |
| 12. Januar 2011 um 16:15 Uhr (14:15 Uhr) in Al-Gharrafa              |   |            |           |
| Usbekistan                                                           | – | Kuwait     | 2:1 (1:0) |
| 12. Januar 2011 um 19:15 Uhr (17:15 Uhr) in Al-Khalifa               |   |            |           |
| China                                                                | – | Katar      | 0:2 (0:2) |
| 16. Januar 2011 um 19:15 Uhr (17:15 Uhr) in Al-Khalifa               |   |            |           |
| Katar                                                                | – | Kuwait     | 3:0 (2:0) |
| 16. Januar 2011 um 19:15 Uhr (17:15 Uhr) in Al-Gharrafa              |   |            |           |
| China                                                                | – | Usbekistan | 2:2 (1:1) |

### Gruppe B
| Pl. | Land          | Sp. | S | U | N | Tore    | Diff. | Punkte |
| --- | ------------- | --- | - | - | - | ------- | ----- | ------ |
| 1.  | Japan         | 3   | 2 | 1 | 0 | 008:200 | +6    | 07     |
| 2.  | Jordanien     | 3   | 2 | 1 | 0 | 004:200 | +2    | 07     |
| 3.  | Syrien        | 3   | 1 | 0 | 2 | 004:500 | −1    | 03     |
| 4.  | Saudi-Arabien | 3   | 0 | 0 | 3 | 001:800 | −7    | 0      |

|                                                                    |   |               |           |
| 9. Januar 2011 um 16:15 Uhr (Ortszeit) (14:15 Uhr MEZ) in Qatar SC |   |               |           |
| Japan                                                              | – | Jordanien     | 1:1 (0:1) |
| 9. Januar 2011 um 19:15 Uhr (17:15 Uhr) in Al-Rayyan               |   |               |           |
| Saudi-Arabien                                                      | – | Syrien        | 1:2 (0:1) |
| 13. Januar 2011 um 16:15 Uhr (14:15 Uhr) in Qatar SC               |   |               |           |
| Jordanien                                                          | – | Saudi-Arabien | 1:0 (1:0) |
| 13. Januar 2011 um 19:15 Uhr (17:15 Uhr) in Al-Rayyan              |   |               |           |
| Syrien                                                             | – | Japan         | 1:2 (0:1) |
| 17. Januar 2011 um 16:15 Uhr (14:15 Uhr) in Qatar SC               |   |               |           |
| Jordanien                                                          | – | Syrien        | 2:1 (1:1) |
| 17. Januar 2011 um 16:15 Uhr (14:15 Uhr) in Al-Rayyan              |   |               |           |
| Saudi-Arabien                                                      | – | Japan         | 0:5 (0:3) |

### Gruppe C
| Pl. | Land       | Sp. | S | U | N | Tore    | Diff. | Punkte |
| --- | ---------- | --- | - | - | - | ------- | ----- | ------ |
| 1.  | Australien | 3   | 2 | 1 | 0 | 006:100 | +5    | 07     |
| 2.  | Südkorea   | 3   | 2 | 1 | 0 | 007:300 | +4    | 07     |
| 3.  | Bahrain    | 3   | 1 | 0 | 2 | 006:500 | +1    | 03     |
| 4.  | Indien     | 3   | 0 | 0 | 3 | 003:130 | −10   | 0      |

|                                                                    |   |            |           |
| 10. Januar 2011 um 16:15 Uhr (Ortszeit) (14:15 Uhr MEZ) in Al-Sadd |   |            |           |
| Indien                                                             | – | Australien | 0:4 (0:3) |
| 10. Januar 2011 um 19:15 Uhr (17:15 Uhr) in Al-Gharrafa            |   |            |           |
| Südkorea                                                           | – | Bahrain    | 2:1 (1:0) |
| 14. Januar 2011 um 16:15 Uhr (14:15 Uhr) in Al-Gharrafa            |   |            |           |
| Australien                                                         | – | Südkorea   | 1:1 (0:1) |
| 14. Januar 2011 um 19:15 Uhr (17:15 Uhr) in Al-Sadd                |   |            |           |
| Bahrain                                                            | – | Indien     | 5:2 (4:1) |
| 18. Januar 2011 um 16:15 Uhr (14:15 Uhr) in Al-Sadd                |   |            |           |
| Australien                                                         | – | Bahrain    | 1:0 (1:0) |
| 18. Januar 2011 um 16:15 Uhr (14:15 Uhr) in Al-Gharrafa            |   |            |           |
| Südkorea                                                           | – | Indien     | 4:1 (3:1) |

### Gruppe D
| Pl. | Land       | Sp. | S | U | N | Tore    | Diff. | Punkte |
| --- | ---------- | --- | - | - | - | ------- | ----- | ------ |
| 1.  | Iran       | 3   | 3 | 0 | 0 | 006:100 | +5    | 09     |
| 2.  | Irak       | 3   | 2 | 0 | 1 | 003:200 | +1    | 06     |
| 3.  | Nordkorea  | 3   | 0 | 1 | 2 | 000:200 | −2    | 01     |
| 4.  | VA Emirate | 3   | 0 | 1 | 2 | 000:400 | −4    | 01     |

|                                                                     |   |            |           |
| 11. Januar 2011 um 16:15 Uhr (Ortszeit) (14:15 Uhr MEZ) in Qatar SC |   |            |           |
| Nordkorea                                                           | – | VA Emirate | 0:0       |
| 11. Januar 2011 um 19:15 Uhr (17:15 Uhr) in Al-Rayyan               |   |            |           |
| Irak                                                                | – | Iran       | 1:2 (1:1) |
| 15. Januar 2011 um 16:15 Uhr (14:15 Uhr) in Qatar SC                |   |            |           |
| Iran                                                                | – | Nordkorea  | 1:0 (0:0) |
| 15. Januar 2011 um 19:15 Uhr (17:15 Uhr) in Al-Rayyan               |   |            |           |
| VA Emirate                                                          | – | Irak       | 0:1 (0:0) |
| 19. Januar 2011 um 19:15 Uhr (17:15 Uhr) in Qatar SC                |   |            |           |
| VA Emirate                                                          | – | Iran       | 0:3 (0:0) |
| 19. Januar 2011 um 19:15 Uhr (17:15 Uhr) in Al-Rayyan               |   |            |           |
| Irak                                                                | – | Nordkorea  | 1:0 (1:0) |

## Finalrunde
Im Viertel- und Halbfinale, im Spiel um Platz drei und im Finale wurde im K.-o.-System gespielt. Stand es bei den Spielen der Finalrunde nach der regulären Spielzeit von 90 Minuten unentschieden, kam es zur Verlängerung von zweimal 15 Minuten und eventuell (falls immer noch kein Sieger feststand) zum Elfmeterschießen.
|  | Viertelfinale              | Viertelfinale              |                            |                            | Halbfinale                 | Halbfinale |  |  | Finale                     | Finale                     |
|  |                            |                            |                            |                            |                            |            |  |  |                            |                            |
|  | 21. Januar 2011, 19:25 Uhr |                            |                            |                            |                            |            |  |  |                            |                            |
|  | Usbekistan                 | 2                          |                            |                            |                            |            |  |  |                            |                            |
|  | Usbekistan                 | 2                          | 25. Januar 2011, 19:25 Uhr |                            |                            |            |  |  |                            |                            |
|  | Jordanien                  | 1                          |                            |                            |                            |            |  |  |                            |                            |
|  | Jordanien                  | 1                          | Usbekistan                 | 0                          |                            |            |  |  |                            |                            |
|  |                            |                            | Usbekistan                 | 0                          |                            |            |  |  |                            |                            |
|  |                            | Australien                 | 6                          |                            |                            |            |  |  |                            |                            |
|  | Australien                 | Australien                 | 6                          | 01                         |                            |            |  |  |                            |                            |
|  | Australien                 |                            |                            | 01                         |                            |            |  |  |                            |                            |
|  | Irak                       | 0                          |                            | 29. Januar 2011, 18:00 Uhr | 29. Januar 2011, 18:00 Uhr |            |  |  |                            |                            |
|  | 22. Januar 2011, 16:25 Uhr | 22. Januar 2011, 16:25 Uhr | Australien                 | 0                          |                            |            |  |  |                            |                            |
|  | 21. Januar 2011, 16:25 Uhr | 21. Januar 2011, 16:25 Uhr |                            | Japan                      | 01                         |            |  |  |                            |                            |
|  | Japan                      | 3                          |                            |                            |                            |            |  |  |                            |                            |
|  | Katar                      | 2                          |                            |                            |                            |            |  |  |                            |                            |
|  | Katar                      | 2                          | Japan                      | 02 (3)2                    |                            |            |  |  |                            |                            |
|  |                            |                            | Japan                      | 02 (3)2                    | Spiel um Platz 3           |            |  |  |                            |                            |
|  |                            | Südkorea                   | 2 (0)                      |                            |                            |            |  |  |                            |                            |
|  | Iran                       | Südkorea                   | 2 (0)                      | 0                          | Usbekistan                 | 2          |  |  |                            |                            |
|  | Iran                       | 25. Januar 2011, 16:25 Uhr |                            | 0                          | Usbekistan                 | 2          |  |  |                            |                            |
|  | Südkorea                   | 01                         |                            | Südkorea                   | 3                          |            |  |  |                            |                            |
|  | Südkorea                   | 01                         |                            |                            | 3                          |            |  |  |                            |                            |
|  | 22. Januar 2011, 19:25 Uhr | 22. Januar 2011, 19:25 Uhr |                            |                            |                            |            |  |  | 28. Januar 2011, 18:00 Uhr | 28. Januar 2011, 18:00 Uhr |

1 Sieg nach Verlängerung
2 Sieg im Elfmeterschießen

### Viertelfinale
|                                                                       |   |           |           |
| 21. Januar 2011 um 16:25 Uhr (Ortszeit) (14:25 Uhr MEZ) in Al-Gharafa |   |           |           |
| Japan                                                                 | – | Katar     | 3:2 (1:1) |
| 21. Januar 2011 um 19:25 Uhr (17:25 Uhr) in Al-Khalifa                |   |           |           |
| Usbekistan                                                            | – | Jordanien | 2:1 (0:0) |
| 22. Januar 2011 um 16:25 Uhr (14:25 Uhr) in Al-Sadd                   |   |           |           |
| Australien                                                            | – | Irak      | 1:0 n. V. |
| 22. Januar 2011 um 19:25 Uhr (17:25 Uhr) in Qatar SC                  |   |           |           |
| Iran                                                                  | – | Südkorea  | 0:1 n. V. |

### Halbfinale
|                                                        |   |            |                                 |
| 25. Januar 2011 um 16:25 Uhr (14:25 Uhr) in Al-Gharafa |   |            |                                 |
| Japan                                                  | – | Südkorea   | 2:2 n. V. (1:1, 1:1), 3:0 i. E. |
| 25. Januar 2011 um 19:25 Uhr (17:25 Uhr) in Al-Khalifa |   |            |                                 |
| Usbekistan                                             | – | Australien | 0:6 (0:2)                       |

### Spiel um Platz drei
|                                                     |   |          |           |
| 28. Januar 2011 um 18:00 Uhr (16:00 Uhr) in Al-Sadd |   |          |           |
| Usbekistan                                          | – | Südkorea | 2:3 (1:3) |

### Finale
|                                                        |   |       |           |
| 29. Januar 2011 um 18:00 Uhr (16:00 Uhr) in Al-Khalifa |   |       |           |
| Australien                                             | – | Japan | 0:1 n. V. |

## Beste Torschützen
| Rang | Spieler            | Tore |
| ---- | ------------------ | ---- |
| 1    | Koo Ja-cheol       | 5    |
| 2    | Ismail Abdullatif  | 4    |
|      | Ji Dong-won        | 4    |
| 4    | Harry Kewell       | 3    |
|      | Ryōichi Maeda      | 3    |
|      | Shinji Okazaki     | 3    |
|      | Alexander Heinrich | 3    |

Hinzu kommen 11 Spieler mit je zwei und 40 Spieler mit je einem Tor sowie drei Eigentore.

## Schiedsrichter
| Schiedsrichter: - Ben Williams - Nawaf Shukralla - Mohsen Torky - Yūichi Nishimura - Abdulrahman Abdou - Subkhiddin Mohd Salleh - Abdullah al-Hilali - Khalil al-Ghamdi - Abdul Malik - Kim Dong-jin - Ravshan Ermatov - Ali al-Badwawi Stand-by-Schiedsrichter: - Alireza Faghani - Abdullah Balideh - Valentin Kovalenko | Schiedsrichterassistenten: - Hakan Anaz - Ben Wilson - Khaled al-Alan - Mu Yuxin - Hassan Kamranifar - Reza Sokhandan - Toshiyuki Nagi - Tōru Sagara - Mohammad Darman - Hassan al-Thawadi - Bachadyr Kotschkarow - Yaser Marad - Mohd Sabri bin Mat Daud - Hamed al-Mayahi - Haja Maidin - Jeffrey Goh Gek Pheng - Jang Jun-mo - Jeong Hae-sang - Mohammed Jawdat Nehlawi - Rafael Ilyasov - Abduhamidullo Rasulov - Saleh al-Marzouqi |